# 18 км (зупинний пункт, Запорізька дирекція Придніпровської залізниці)
18 км — пасажирський залізничний зупинний пункт Запорізької дирекції Придніпровської залізниці на неелектрифікованій лінії Комиш-Зоря — Верхній Токмак II між станціями Щебеневий (9 км) та Більманка (2 км). Розташований поблизу села Олексіївка Пологівського району Запорізької області.
Станом на серпень 2019 року по зупинному пункту 18 км приміське сполучення припинено на невизначений час.